# Паралич сопряжённого взгляда
 Паралич сопряжённого взгляда  — неврологические нарушения, влияющие на способность двигать оба глаза в одном направлении. Этот паралич может влиять на взгляд как в горизонтальном, так и в вертикальном направлении.

## Этиология
Поражение, которое вносит аномалия в тканях из-за травмы или болезни, может нарушить передачу сигналов от мозга к глазу. Почти все параличи сопряжённого взгляда происходят из поражения где-то в стволе головного мозга, как правило, в среднем мозге или мосте. Эти повреждения могут быть вызваны инсультом или заболеваниями, такими как синдром Кербера-Салус-Элшнига, прогрессирующий супрануклеарный парез взора, оливопонтоцеребеллярный синдром или Болезнь Ниманна — Пика, тип C.

## Общие указания и классификация
Параличи сопряженные взгляда могут быть классифицированы как параличи, влияющих на горизонтальный взгляд или вертикальный взгляд.

### Паралич горизонтального взгляда
Паралич горизонтального взгляда влияет на перемещение взгляда обоих глаз относительно средней линии тела. Паралич горизонтального взгляда, как правило, вызван поражением в мозговом стволе и соединительных нервах, как правило, в мосте.

### Паралич вертикального взора
Паралич вертикального взора влияет на перемещение одного или обоих глаз либо в направлении вверх, либо вверх и вниз, реже только вниз. Очень редко парализует движение только одного глаза только в одном направлении, хотя по определению это не паралич сопряженного взгляда, потому что, по определению, паралич сопряженного взгляда влияет на движение обоих глаз. Паралич вертикального взора часто бывают вызван повреждениями в мозге из-за инсульта или опухоли. В случае, когда страдает только взгляд вниз, причиной, как правило, является прогрессирующий супрануклеарный паралич.

## Нейроанатомия и патофизиология
Расположение поражения определяет тип паралича. Неселективный паралич горизонтального взгляда обусловлен поражением в отводящем ядре. Это где черепной нерв VI теряет свой путь к латеральной прямой мышце, которая управляет движением глаза по горизонтали от средней линии тела. Черепной нерв VI также имеет интернейроны, подключённые к медиальной прямой мышце, которая управляет горизонтальным движением глаз в сторону от средней линии тела. Поскольку латеральная прямая мышца управляет движением от центра тела, поражения в отводящем ядре разрывают пути управления движения в сторону от центра, не позволяя правому глазу перемещаться вправо и левому глазу перемещаться влево. Нерв VI имеет самое большое субарахноидальное расстояние до целевой ткани, что делает его чувствительным к повреждениям. Повреждения в любой точке отводящего ядра, черепно-мозгового нерва VI, нейронов, или интернейронов может повлиять на движение глаз в сторону очага поражения. Повреждения на обеих сторонах отводящего ядра может привести к полной потере горизонтального перемещения глаз.
Еще один тип паралича взгляда — горизонтальный саккадический паралич. Саккады — очень быстрые непроизвольные движения глаз. Парамедианные мостовые ретикулярные образования (PPRF), а также мост несут ответственность за саккады, передавая сигналы к отводящим ядрам. Поражения в PPRF вызывают замедление саккадического горизонтального движения глаз или, в случае очень серьезных повреждений, их отсутствие. Это происходит потому, что пути управления саккадическими движениями разрушаются поражением и возможны только медленные движения, управляемые различными моторными путями, но они неэффектины.
Поражения в среднем мозге могут интерферировать с эфферентными двигательными сигналами, прежде чем они поступают в мост. Это также может привести к замедлению горизонтальныех саккадических движений и невозможность для глаза нахождения цели в ходе саккад. Это повреждение обычно происходит в глазодвигательном ядре среднего мозга. Как и при горизонтальном саккадическом параличе, саккады остановливаются или замедляются от нарушенния пути, только в этом случае сигнал нарушается прежде чем он достигнет PPRF.
Синдром Полтора связан с повреждением парасрединных ретикулярных образований и медиального продольного пучка. Эти объединенные повреждения вызывают полную ущербность взгляда на той же стороне и «половины» взгляда на противоположной стороне. Как видно при горизонтальном саккадическом параличе, нарушения взгляда на противоположной стороне вызвано разрушением путей, идущих от PPRF, в то время как «половина» — ухудшение сигнала, проходящего через медиальные продольные пучки, который не в состоянии достичь своей цели. Синдром полтора, как правило, связан с горизонтальным взглядом.
Хотя реже, чем на горизонтальный, синдром полтора от повреждения парасрединных мостовых ретикулярных образований и медиального продольного пучка, может влиять на вертикальный взгляд. Это может привести к ухудшению вертикального взгляда, позволяя только одному глазу перемещаться по вертикали.

## Признаки и симптомы
Симптомы паралича сопряженного взгляда включают нарушения возможности взгляда в различных направлениях и различных видов движения глаз, в зависимости от типа паралича взгляда. Признаки человека с параличем взгляда могут быть частые движения головы вместо глаз. Например, человек с горизонтальным саккадическим параличем может крутить головой вокруг, наблюдая события фильма или высоко задирать вместо того, чтобы держать голову неподвижно а двигать лишь глазами, что, как правило, остаётся незамеченным. Кто-то с неселективным параличем горизонтального взгляда может медленно вращать голову взад и вперед, читая книгу вместо того, чтобы медленно сканирования глазами по странице.

## Диагностика
Пациент может быть диагностирован с параличем сопряженного взгляда врачом, выполнившим ряд тестов, чтобы изучить возможности движения глаз пациента. В большинстве случаев, паралич взгляда может быть просто неспособностью двигать оба глаза в одном направлении. Тем не менее, иногда пациент симулирует нистагм на оба глаза в качестве доказательства паралича сопряженного взгляда. Нистагм назад и «рывок» вперед глаз при попытке удержать взгляд в одном направлении.

## Лечение
Не существует никакого лечения самого паралича сопряженного взгляда, поэтому паралич взгляда должен быть обработан скорее всего, лишь хирургическим путём. Как указано в разделе причины, паралич взгляда может быть связан с поражением, вызванным инсультом или другим условием. Некоторые из таких условий, как прогрессирующий супраядерный паралич неизлечим, и лечение включает в себя только терапию, чтобы восстановить некоторые функции, не включающие управление взглядом. Другие условия, типа болезни Ниман-Пика типа C ограничены медикаментозной терапией. Жертвы инсульта с параличем сопряженного взгляда могут быть обработаны внутривенной терапией, если пациент имеет достаточно раннюю форму, или хирургическими процедурами в других случаях.

## Прогнозы
Прогноз поражения визуальных нервных путей, что вызывает паралич сопряженного взгляда значительно варьируется. В зависимости от характера поражения, восстановление может произойти быстро или никогда. Например, Неврит зрительного нерва, вызваный воспалением, можно исцелить всего за несколько недель, в то время как пациенты с ишемической оптической невропатией не могут исцелиться.

## Особый случай
Паралич горизонтального взгляда с прогрессирующим сколиозом (HGPPS) — очень редкая форма паралича сопряженного взгляда, появлялась лишь в нескольких десятках семей во всем мире. HGPPS препятствует горизонтальному движению обоих глаз, в результате чего людям с этой проблемой приходится двигать голову, чтобы увидеть движущиеся объекты. В дополнение к нарушению движения взгляда, HGPPS объединён с прогрессирующим сколиозом, хотя глазные симптомы обычно появляются перед сколиозом. HGPPS обусловлен мутацией в гене Robo3, которая приводит к пересечению двигательных и сенсорных сигналов, препятствуя горизонтальному движению глаз. В дополнение к мутации, повреждения в среднем мозге и мосте являются общими. Это также может включать в себя полное отсутствие образований в мосте, бугорка на лице(англ. facial colliculus), который несет ответственность за некоторые движения лица. Причина прогрессирующего сколиоза в HGPPS и почему HGPPS не влияет на вертикальный взгляд непонятна. Прогрессирующий сколиоз обычно обрабатывают хирургией.